# 남카메룬 축구 국가대표팀
남카메룬 축구 국가대표팀(영어: Selección de Fútbol de Camerún Meridional)은 국제적으로 공인된 팀은 아니다. 이 팀은 남카메룬 (현 서카메룬)에 살고 있는 영어권 주민들을 대표하는 팀이다. 남카메룬은 FIFA나 아프리카 축구 연맹의 회원국은 아니므로 국제 경기에 참가하지 못한다. 네덜란드에 위치한 남카메룬 축구 연맹은 2005년도에 설립되어 축구팀을 만들었는데 이들의 목표는 공식적인 위치를 얻는 것이다. 남카메룬은 비국가의 대표팀이 모여 있는 독립 축구 협회 연맹의 회원국이다. 남카메룬은 2005년 6월 23일에 열린 UNPO컵에 참가했는데 체첸 공화국과의 경기에서 승부차기 끝에 패배했다. 또한 2006년 VIVA 월드컵에 참가하려 했지만 결국 모든 경기를 기권했다.

## 월드컵 기록
| 연도   | 라운드   | 순위     | 경기     | 승       | 무*      | 패       | 득점     | 실점     |
| ------ | -------- | -------- | -------- | -------- | -------- | -------- | -------- | -------- |
| 1930년 | 비회원국 | 비회원국 | 비회원국 | 비회원국 | 비회원국 | 비회원국 | 비회원국 | 비회원국 |
| 1934년 | 비회원국 | 비회원국 | 비회원국 | 비회원국 | 비회원국 | 비회원국 | 비회원국 | 비회원국 |
| 1938년 | 비회원국 | 비회원국 | 비회원국 | 비회원국 | 비회원국 | 비회원국 | 비회원국 | 비회원국 |
| 1950년 | 비회원국 | 비회원국 | 비회원국 | 비회원국 | 비회원국 | 비회원국 | 비회원국 | 비회원국 |
| 1954년 | 비회원국 | 비회원국 | 비회원국 | 비회원국 | 비회원국 | 비회원국 | 비회원국 | 비회원국 |
| 1958년 | 비회원국 | 비회원국 | 비회원국 | 비회원국 | 비회원국 | 비회원국 | 비회원국 | 비회원국 |
| 1962년 | 비회원국 | 비회원국 | 비회원국 | 비회원국 | 비회원국 | 비회원국 | 비회원국 | 비회원국 |
| 1966년 | 비회원국 | 비회원국 | 비회원국 | 비회원국 | 비회원국 | 비회원국 | 비회원국 | 비회원국 |
| 1970년 | 비회원국 | 비회원국 | 비회원국 | 비회원국 | 비회원국 | 비회원국 | 비회원국 | 비회원국 |
| 1974년 | 비회원국 | 비회원국 | 비회원국 | 비회원국 | 비회원국 | 비회원국 | 비회원국 | 비회원국 |
| 1978년 | 비회원국 | 비회원국 | 비회원국 | 비회원국 | 비회원국 | 비회원국 | 비회원국 | 비회원국 |
| 1982년 | 비회원국 | 비회원국 | 비회원국 | 비회원국 | 비회원국 | 비회원국 | 비회원국 | 비회원국 |
| 1986년 | 비회원국 | 비회원국 | 비회원국 | 비회원국 | 비회원국 | 비회원국 | 비회원국 | 비회원국 |
| 1990년 | 비회원국 | 비회원국 | 비회원국 | 비회원국 | 비회원국 | 비회원국 | 비회원국 | 비회원국 |
| 1994년 | 비회원국 | 비회원국 | 비회원국 | 비회원국 | 비회원국 | 비회원국 | 비회원국 | 비회원국 |
| 1998년 | 비회원국 | 비회원국 | 비회원국 | 비회원국 | 비회원국 | 비회원국 | 비회원국 | 비회원국 |
| 2002년 | 비회원국 | 비회원국 | 비회원국 | 비회원국 | 비회원국 | 비회원국 | 비회원국 | 비회원국 |
| 2006년 | 비회원국 | 비회원국 | 비회원국 | 비회원국 | 비회원국 | 비회원국 | 비회원국 | 비회원국 |
| 2010년 | 비회원국 | 비회원국 | 비회원국 | 비회원국 | 비회원국 | 비회원국 | 비회원국 | 비회원국 |
| 2014년 | 비회원국 | 비회원국 | 비회원국 | 비회원국 | 비회원국 | 비회원국 | 비회원국 | 비회원국 |
| 2018년 | 비회원국 | 비회원국 | 비회원국 | 비회원국 | 비회원국 | 비회원국 | 비회원국 | 비회원국 |
| 2022년 | 비회원국 | 비회원국 | 비회원국 | 비회원국 | 비회원국 | 비회원국 | 비회원국 | 비회원국 |
| 합계   |          |          |          |          |          |          |          |          |

## VIVA 월드컵 기록
| 년도 | 진출  | 점   | 승   | 무   | 패   | 득   | 실   |
| ---- | ----- | ---- | ---- | ---- | ---- | ---- | ---- |
| 2006 | 기권* | 0    | 0    | 0    | 4    | 0    | 12   |
| 2008 | 불참  | 불참 | 불참 | 불참 | 불참 | 불참 | 불참 |
| 2009 | 불참  | 불참 | 불참 | 불참 | 불참 | 불참 | 불참 |
| 합계 | 1/3   | 0    | 0    | 0    | 4    | 0    | 12   |

- (*) 대진표 작성 후 비자 문제로 기권하여 상대팀의 3-0 승리로 처리되었다.